# 明月峡长江大桥
明月峡长江大桥是重慶鐵路樞紐東環線的跨越长江的斜拉桥，位于重庆主城区的江北区与南岸区，全长810米，主跨425米，2022年12月30日随铁路通车。